# کامهامها اول
کامهامها اول (انگلیسی: Kamehameha I؛ تلفظ هاواییایی: [kəmehəˈmɛhə] ; Kalani Paiʻea Wohi o Kaleikini Kealiʻikui Kamehameha o ʻIolani i Kaiwikapu kauʻi Ka Liholiho Kūnuiākea; ح. 1758? - 8 یا ۱۴ مه ۱۸۱۹) که همچنین به عنوان کامهامهای بزرگ شناخته می‌شود، فاتح و اولین فرمانروای پادشاهی هاوایی بود. ایالت هاوایی مجسمه ای از او را در مجموعه ملی مجسمه هال در واشینگتن دی سی به عنوان یکی از دو مجسمه ای که حق نصب در آنجا را دارد، نصب کرده‌است.